# Nobody Has to Know
Nobody Has to Know is een Belgisch-Frans-Britse dramafilm uit 2021, geregisseerd en mede geschreven door Bouli Lanners, die zelf ook een hoofdrol speelt.

## Verhaal
Phil is een Belg van in de vijftig die woont op het eiland Lewis, in het noorden van Schotland. Hij werkt op een boerderij binnen een sobere protestantse gemeenschap. Na een beroerte verliest hij zijn geheugen. Millie, de zus van zijn collega-boer, vertelt hem dat ze voor zijn ongeluk geliefden waren.

## Rolverdeling
| Acteur           | Personage              |
| ---------------- | ---------------------- |
| Bouli Lanners    | Philippe "Phil" Haubin |
| Michelle Fairley | Millie MacPherson      |
| Cal MacAninch    | Peter                  |
| Clovis Cornillac | Benoît Haubin          |
| Julian Glover    | Angus                  |
| Andrew Still     | Brian                  |

## Release en ontvangst
Nobody Has to Know ging op 12 september 2021 in première op het Internationaal filmfestival van Toronto. De film won tijdens de 12e Magritte du cinéma-uitreiking twee Magrittes du cinéma, waaronder beste regisseur en beste film.
De film kreeg overwegend positieve kritieken van de filmcritici, met een score van 3,9/5 op Allociné, gebaseerd op 24 beoordelingen en met een score van 83% op Rotten Tomatoes, gebaseerd op 18 beoordelingen.

## Prijzen en nominaties
De belangrijkste:
| Jaar | Prijs              | Categorie                   | Genomineerde(n)                                                                  | Uitslag     |
| ---- | ------------------ | --------------------------- | -------------------------------------------------------------------------------- | ----------- |
| 2023 | Magritte du cinéma | Beste film                  | Beste film                                                                       | Gewonnen    |
| 2023 | Magritte du cinéma | Beste regisseur             | Bouli Lanners                                                                    | Gewonnen    |
| 2023 | Magritte du cinéma | Beste scenario of bewerking | Bouli Lanners                                                                    | Genomineerd |
| 2023 | Magritte du cinéma | Beste geluid                | Marc Bastien, Thomas Gauder, Etienne Carton, Cameron Mercer en Philippe Van Leer | Genomineerd |
| 2023 | Magritte du cinéma | Beste decor                 | Paul Rouschop                                                                    | Genomineerd |
| 2023 | Magritte du cinéma | Beste kostuums              | Élise Ancion                                                                     | Genomineerd |
| 2023 | Magritte du cinéma | Beste montage               | Ewin Ryckaert                                                                    | Genomineerd |